# Tupolew ANT-26
Die Tupolew ANT-26 (russisch Туполев АНТ-26, auch: TB-6, ТБ-6) und die Tupolew ANT-28 (Туполев АНТ-28) waren zwei geplante Militärflugzeuge des sowjetischen Konstruktionsbüros Tupolew aus den 1930er Jahren. Die ANT-26 war als Bomber geplant und wäre mit einer Spannweite von 95 Metern und einer Flügelfläche von 800 m² eines der größten Flugzeug aller Zeiten geworden, größer als die viel später gebaute Antonow An-225 mit einer Spannweite von „nur“ 88,4 Metern. Die Tupolew ANT-28 war das zugehörige geplante Frachtflugzeug.

## ANT-26
Die ANT-26 sollte ein Riesenbomber mit einem Höchstabfluggewicht von 70 Tonnen werden. Die geplante Spannweite betrug 95 Meter. Zwölf aufgeladene 12-Zylinder-Motoren vom Typ Mikulin AM-34FRN hätten das Flugzeug antreiben sollen; sechs von ihnen an der Profilnase der Flügel, zwei an der Profilhinterkante und vier an der Vorderseite (mit Zugpropeller) beziehungsweise Hinterseite (Druckpropeller) von zwei Triebwerkspylonen, die auf die Flügel hätten montiert werden sollen. Die Besatzung hätte zwanzig Mann umfasst, darunter vier Bordschützen, um Maschinengewehre am Flugzeugrumpf zu bedienen, und vier Bordschützen für Bordkanonen, je eine in einem Turm über dem Rumpf, in einem Turm am Heck und auf beiden Triebwerkspylonen.
Die enttäuschenden Ergebnisse der Tupolew ANT-16/TB-4 – die Motorisierung stellte sich als zu schwach für ein Flugzeug seiner Größenordnung heraus – führten dazu, dass die Entwicklung der ANT-26 1936 komplett eingestellt wurde, obwohl Andrei Tupolew und Wladimir Petljakow bereits erhebliche Konstrukteursarbeit geleistet hatten.

## ANT-28

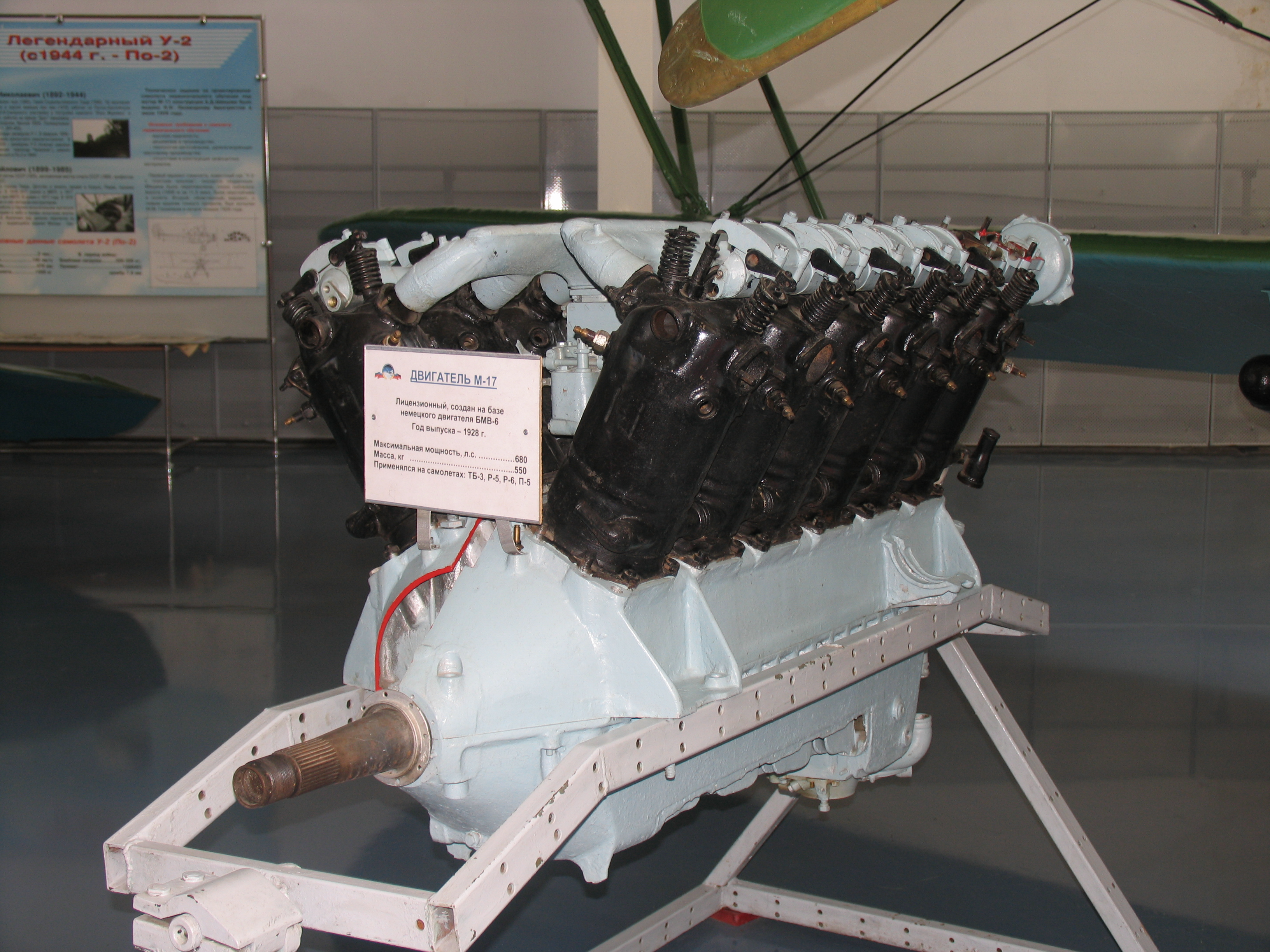
Mikulin-M-17-Motor

Die Tupolew ANT-28 war darauf ausgelegt, eine ganze Kompanie einschließlich Fahrzeugen oder Feldkanonen zu transportieren. Die Spannweite hätte etwa 60 Meter betragen sollen, der Antrieb sollte von zwölf Mikulin-M-17-Motoren geleistet werden. Als die Entwicklung der ANT-26 aufgegeben wurde, wurden auch die Planungen für die ANT-28 eingestellt.